# Silvi Vrait
Silvi Vrait (Kehra, 28 april 1951 – Tallinn, 28 juni 2013) was een Ests pop- en jazzzangeres.
Vrait studeerde Engelse filologie aan de universiteit van Tartu en studeerde af in 1974. Zij maakte haar eerste tv-optredens in 1972 in de shows Kaks Takti Ette en Käokava. Vanaf 1976 zong zij professioneel en werd ze populair in Estland. Vrait trad van 1976 tot en met 1983 onder andere op in het Vanemuine-theater in Tartu. In de tweede helft van de jaren 1980 was zij een belangrijk figuur in de Zingende revolutie, een geweldloze revolutie die streefde naar de onafhankelijkheid van de Baltische staten. In 1994 won ze de tweede editie van Eurolaul, de Estse preselectie voor het Eurovisiesongfestival, met het lied Nagu merelaine (Als een golf van de zee). Omdat Janika Sillamaa, de winnares van 1993, niet door de Oost-Europese voorselectie was geraakt, was Estland automatisch geplaatst voor de finale en was Vrait dus de eerste Estse deelnemer op het Eurovisiesongfestival. Zij behaalde 2 punten en eindigde op de 24e en voorlaatste plaats. Vrait verscheen ook in musicals en opera's, zoals Porgy and Bess (Bess, 1985), The King and I (Lady Thiang, 1998), Gypsy (Rose, 1999), Zorba (2000), The Sound of Music (Moeder Overste, 2003, hernomen in 2010), Chicago (Mama Morton, 2004) en Cabaret (Fräulein Schneider, 2012).
Naast haar zangcarrière gaf Vrait ook zangles aan de Georg Ots-muziekschool in Tallinn en gaf zij Engels in een middelbare school in Tallinn.
In april 2013 werd er een hersentumor bij haar ontdekt, waaraan zij in juni van dat jaar is overleden.
1994: Silvi Vrait · 
1996: Ivo Linna & Maarja-Liis Ilus · 
1997: Maarja-Liis Ilus · 
1998: Koit Toome · 
1999: Evelin Samuel & Camille · 
2000: Ines · 
2001: Tanel Padar, Dave Benton & 2XL · 
2002: Sahlene · 
2003: Ruffus · 
2004: Neiokõsõ · 
2005: Suntribe · 
2006: Sandra Oxenryd · 
2007: Gerli Padar · 
2008: Kreisiraadio · 
2009: Urban Symphony · 
2010: Malcolm Lincoln · 
2011: Getter Jaani · 
2012: Ott Lepland · 
2013: Birgit Õigemeel · 
2014: Tanja · 
2015: Elina Born & Stig Rästa · 
2016: Jüri Pootsmann · 
2017: Koit Toome & Laura · 
2018: Elina Netsjajeva · 
2019: Victor Crone · 
2021: Uku Suviste · 
2022: Stefan · 
2023: Alika · 
2024: 5miinust & Puuluup · 
2025: Tommy Cash
- Gemeinsame Normdatei: 1186865245
- International Standard Name Identifier: 0000 0001 3097 5405
- Library of Congress Control Number: no2018006683
- MusicBrainz: b1a4351b-c42d-4fe6-8b8e-1a0de06966d3
- Virtual International Authority File: 5930149544605800490005
- WorldCat: E39PBJc3Mf4yqHjPQpBqcmmGHC